# Enric Daniel i Ramona
Enric Daniel i Ramona (Barcelona, 2 de juliol de 1880 - ibídem, 4 de juny de 1963) fou un compositor de sarsueles. Visqué a París i a Argentina, i s'instal·là a Barcelona vers el 1924. També fou pintor i fotògraf.
Fou fill de Sebastià Daniel i Campalans, un ebenista de Benavent de Segrià, i de Josefa Ramona, de Barcelona, filla de pares desconeguts segons la inscripció del matrimoni. La inscripció de naixement d'Enric Daniel i Ramona indica com a segon cognom Escorsa, no pas Ramona, i la mare apareix amb el nom de Josefa Escorsa i Llibre. Posteriorment, el segon nom de la seva mare va passar a constituir el segon cognom del compositor. La inscripció del germà Baldomer (nascut el 21 de febrer de 1882) indica també els cognoms Daniel i Escorsa, però en una notícia de 1897 es donen els cognoms Daniel i Ramona com a fills de Sebastià Daniel i Campalans. És possible que Josefa Ramona fos apadrinada per Josep Escorsa i Semproniana Llibre, noms que apareixen en les inscripcions de naixements dels fills de Sebastià Daniel com a avis materns dels seus fills. Enric fou nebot del músic segrianenc Eusebi Daniel i Campalans.
Enric Daniel es va casar el 25 de març de 1912 amb la barcelonina Inés Escoda i Badia (1879-1964). La seva filla Teresa Daniel i Escoda (1913-2005) fou cantant i va ser escollida Miss Catalunya i Miss Espanya 1932. Teresa Daniel va estrenar com a cantant l'Ave Maria del seu pare el dia 14 de desembre de 1941, en el Foment Parroquial Corpus Christi de Barcelona.
El fons personal d'Enric Daniel es conserva a la Biblioteca de Catalunya.

## Obres
- Paca la telefonista o el poder está en la vista. Sainet en 2 actes. Llibret de Luis Fernández [García] de Sevilla i Anselmo [Cuadrado] Carreño. Estrenat al Teatro Fontalba de Madrid el 2 d'abril de 1930 i al Teatre Nou (Avinguda del Paral·lel) el 27 setembre de 1930
- La Virgen del bar [Atlantic Bar]. Sarsuela en 1 acte. Llibret de Víctor Mora i Alzinelles i Faustino Ochoa. Barcelona, desembre de 1930
- El corso. Sarsuela en 2 actes. Llibret de Pedro Muñoz Seca i de Pedro Pérez Fernández. Estrenada al Teatre Nou de Barcelona el 25 de setembre de 1931
- En tierra extraña. Sarsuela en 2 actes. Llibret: Anselmo Cuadrado Carreño i Luis Fernández García (Fernández de Sevilla). Estrenada al Teatre Poliorama de Barcelona. 1933
- La meva rosa no és per tu. Opereta bufa en tres actes i 9 quadres. Llibret d'Alfons Roure i Brugulat. Estrenada al Teatre Nou de Barcelona el 20 de març de 1937
- Siciliana. Sarsuela. Llibret de Manuel Fernández Palomero i Joan Pons Ferrer. Estrenada al Teatre Victòria (Barcelona) l'11 de novembre de 1939
- El patio de los liosos. Sainet en 2 actes. Llibret d'Anselmo Cuadrado Carreño i Pedro Llabrés Rubio. Estrenat al Teatre Nou de Barcelona pel febrer de 1941
- Una alumno de Apolo. Sarsuela en 1 acte. Llibret de Carmelo Gómez Garcia.
- La esclavitud. Sarsuela en 3 actes. Llibret de Carmelo Gómez García.